# هامبورگ نو
هامبورگ نو یا نوو هامبورگو (به پرتغالی Novo Hamburgo و به آلمانی Neues Hamburg) شهری است در جنوب برزیل. این شهر در سال ۲۰۱۰ بیش از ۲۳۷ هزار نفر جمعیت داشته‌است. این شهر با وسعت ۲۱۷ کیلومتر مربع آب و هوایی معتدل دارد و میانگین درجه هوا در این منطقه ۱۹ درجه سانتی‌گراد است. رود سینوس از میان این شهر عبور می‌کند.
مهاجران آلمانی‌تبار هسته اصلی این شهر را بنا نهاده و همین موجب شد تا آن را هامبورگ نو بنامنند.